# Athanasios Papageorgiou

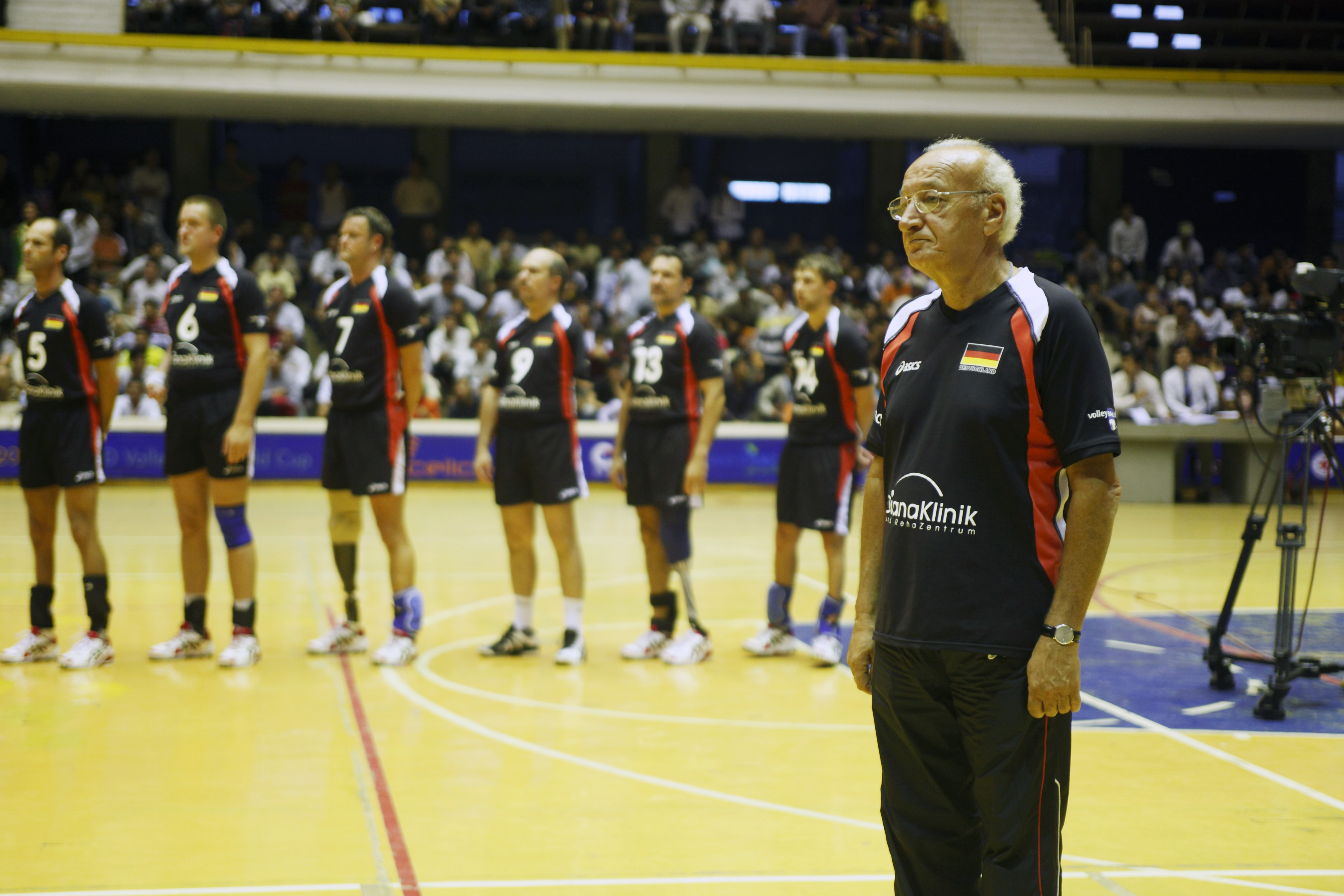
Athanasios Papageorgiou mit der deutschen Volleyball-Nationalmannschaft der Behinderten beim World Cup 2009

Athanasios Papageorgiou, genannt Papa (* 4. April 1943 auf Rhodos), ist ein griechischer Volleyballtrainer. Seit 1983 trainiert er die deutsche Volleyball-Nationalmannschaft der Behinderten, die insbesondere bei paralympischen Standvolleyball-Wettkämpfen erfolgreich war. Außerhalb des Behindertensports amtierte Papageorgiou unter anderem als Trainer von TSV Bayer 04 Leverkusen. Er hat mehrere Lehrbücher zum Thema Volleyball veröffentlicht.

## Leben
1961 kam Athanasios Papageorgiou nach Deutschland. Er studierte Sport und Anglistik in Mainz, Saarbrücken und Kiel, bis er das Studium schließlich an der Deutschen Sporthochschule Köln (Schwerpunktfach Behindertensport und Rehabilitation) 1967 als Diplomsportlehrer abschloss. Das Erste Staatsexamen legte er in Sport und Pädagogik ab. Ab 1968 unterrichtete er selbst an der Deutschen Sporthochschule, von 1972 bis 2008 lehrte er als Dozent für das Fach Volleyball am dortigen Institut für Sportspiele. Er war für verschiedene Verbände als Trainerausbilder tätig, unter anderem den Deutschen Volleyball-Verband (1987 bis 2012), Internationalen Volleyball-Verband (seit 1993) und Internationalen Volleyballverband der Behinderten. Von 1988 bis 2012 arbeitete er als Koordinator und Hauptreferent für das Sportspiel Volleyball an der Trainerakademie Köln.
Von 1970 bis 1974 trainierte Papageorgiou die Leverkusener Volleyball-Mannschaft der Männer. Er war auch Trainer der Frauenmannschaft der Universität Köln. 1986 wurde er Bundesligatrainer für den TSV Bayer 04 Leverkusen, dessen Männermannschaft mit ihm 1988 den DVV-Pokal gewann und 1989 Deutscher Meister wurde. Papageorgiou zählt Frank Stutzke zu den Spielern, deren Talent er entdeckt und die er erfolgreich gefördert hat. Von 1989 bis 1992 trainierte er die Bundesliga-Mannschaft des SC Fortuna Bonn.
1983 wurde Papageorgiou Trainer der deutschen Volleyball-Nationalmannschaft der Behinderten, auf Nachfrage seines ehemaligen Dozenten Horst Kosel, der als Lehrwart beim Deutschen Behindertensportverband (DBS) tätig war. Noch im gleichen Jahr erreichte die deutsche Standvolleyball-Mannschaft unter Anleitung von Papageorgiou den zweiten Platz bei den Weltmeisterschaften, wobei sie nur knapp gegen Israel verlor. 1985, 1989 und 1990 wurden die Deutschen Weltmeister. Vier Mal gewannen sie die Goldmedaille bei Paralympischen Sommerspielen: 1988 in Seoul, 1992 in Barcelona, 1996 in Atlanta und 2000 in Sydney. Die Siegesserie endete, als im Jahr 2000 das Internationale Paralympische Komitee (IPC) Standvolleyball trotz Protesten von Papageorgiou und Gleichgesinnten aus dem Programm nahm. Ab 2006 mussten sich Team und Trainer vollständig durch eigene Gelder und Spenden finanzieren, da der DBS die Fördergelder strich. Trotz dieser Probleme gewann die deutsche Mannschaft bei den World Championships 2008 in Handlova und den World Cups in Phnom Penh (2007/2009/2011). 2011 wurde aus finanziellen Gründen der Standvolleyball aufgegeben, so dass Papageorgious seitdem ausschließlich Bundestrainer der deutschen Para-Beachvolleyballmannschaft ist. Er wirkte maßgeblich an der Regelfindung für Beachvolleyball mit und setzt sich dafür ein, dass die Sportart paralympisch wird.
Papageorgiou veröffentlichte einige Volleyball-Handbücher beim Verlag Meyer & Meyer. In seinen Publikationen, die mehrfach neu aufgelegt und übersetzt wurden, thematisiert er unter anderem Fragen der Didaktik, Struktur-, Spieler- und Spielanalysen.
Seit Eintritt in den beruflichen Ruhestand lebt Papageorgiou überwiegend auf Rhodos mit gelegentlichen Aufenthalten in Köln. Er hat zwei Kinder, sein Sohn ist als Arzt auf Rhodos tätig.
Der Weltverband World Para Volleyball nominierte Papageorgiou 2015 aufgrund seines Engagements für die IPC-Auszeichnung „Paralympic Order“. 2022 wurde er zum Ehrenmitglied des World Para Volleyball Verbandes ernannt.

## Veröffentlichungen (Auswahl)
Bücher
- Handbuch für Volleyball: Grundlagen. Mit Willy Spitzley. 10. Auflage. Meyer & Meyer, Aachen 2015, ISBN 978-3-89899-622-8.
- Volleyball spielerisch lernen: vom „Werfen und Fangen“ zum Spiel „6 gegen 6“. Mit Volker Czimek. 3. Auflage. Meyer & Meyer, Aachen 2012, ISBN 978-3-89899-656-3.
- Handbuch für Leistungsvolleyball: Ausbildung zum Spezialisten. Mit Willy Spitzley. 4. Auflage. Meyer & Meyer, Aachen 2006, ISBN 3-89899-127-X.
- Handbuch für Beachvolleyball: Technik, Taktik, Training. Mit Stefan Hömberg. 2. Auflage. Meyer & Meyer, Aachen 1997, ISBN 3-89124-401-0.

Filme
- Beach-Volleyball: Step by Step. Mit Stefan Hömberg und Guido Weihermüller. Meyer & Meyer, Aachen 1996, ISBN 3-89124-368-5.
- Technik und Taktik des Sportspiels Volleyball. Mit Wulf Götsch, Willi Spitzley, Hans-Joachim Hossfeld. Institut für Sportspiele der DSHS für FWU, Köln 1987.
  - Teil I – Technik.
  - Teil II – Grundlegende taktische Verfahrensweisen.
  - Teil III – Spezielle taktische Verfahrensweisen.